# Rivière Vernot
Rivière Vernot är ett vattendrag i Kanada.   Det ligger i provinsen Québec, i den östra delen av landet, 1 400 km norr om huvudstaden Ottawa.
Omgivningarna runt Rivière Vernot är i huvudsak ett öppet busklandskap. Trakten runt Rivière Vernot är nära nog obefolkad, med mindre än två invånare per kvadratkilometer.